# Перрі Андерсон
Перрі Р. Андерсон (нар. 26 серпня 1938, Лондон) — британсько-американський історик та соціолог-марксист, професор історії та соціології Каліфорнійського університету Лос-Анджелеса. У 1960-х рр. стояв біля витоків руху «нових лівих» у Великій Британії, головний редактор журналу «New Left Review» у 1962—1982 та 2000—2003 рр., нині — член його редколегії.

## Біографія
Андерсон народився в Лондоні в аристократичній англійсько-ірландській родині військово-морського офіцера Джеймса О'Гормана, і Вероніка Беатріче Марі Андерсон. Сім'я Андерсонів була активною в ірландському національному русі. 1941 року родина переїхала до Каліфорнії. Є братом історика Бенедикта Андерсона.

## Праці

### Книжки
- Passages From Antiquity to Feudalism [Архівовано 28 лютого 2021 у Wayback Machine.] (1974). London: New Left Books. ISBN 090230870X. 
(Перехід від античності до феодалізму, рос. перекл. — Переходы от античности к феодализму)
- Lineages of the Absolutist State [Архівовано 28 лютого 2021 у Wayback Machine.] (1974). London: New Left Books. ISBN 0902308165. 
(Витоки абсолютистської держави)
- Considerations on Western Marxism (1976). London: Verso. ISBN 0860917207. 
(Міркування щодо західного марксизму, рос. переклад — Размышления о западном марксизме)
- Arguments within English Marxism (1980). London: Verso. ISBN 0860917274. 
(Дискусії в англійському марксизмі)
- In the Tracks of Historical Materialism (1983). London: Verso. ISBN 0860910768. 
(На шляхах історичного матеріалізму, рос. переклад — На путях исторического материализма [Архівовано 15 січня 2013 у Wayback Machine.] М.: Интер-Версо, 1991.
- English Questions (1992). London: Verso. ISBN 0860913759.
- A Zone of Engagement (1992). London: Verso. ISBN 0860913775.
- The Origins of Postmodernity (1998). London: Verso. ISBN 1859842224.
- Spectrum: From Right to Left in the World of Ideas (2005). London: Verso. ISBN 1859845274.
- The New Old World (2009). London: Verso. ISBN 9781844673124.
- The Indian Ideology (2012). New Delhi: Three Essays Collective. ISBN 9788188789924.
- American Foreign Policy and Its Thinkers (2014). London: Verso. ISBN 178168667X.
- The H-Word: The Peripeteia of Hegemony (2017). London: Verso. ISBN 978-1786633682.
- The Antinomies of Antonio Gramsci (2017). London: Verso. ISBN 978-1786633729.
- Brazil Apart: 1964-2019 (2019). London: Verso. ISBN 978-1788737944
- Ever Closer Union?: Europe in the West (2021). London: Verso. ISBN 9781839764417.
- Different Speeds, Same Furies: Powell, Proust and other Literary Forms (2022). London: Verso. ISBN 9781804290798.

### Статті українською
- Нотатки про поточний момент (2007) [Архівовано 19 жовтня 2014 у Wayback Machine.]
- Після Кемаля: Від Кемаля до Озала [Архівовано 19 жовтня 2014 у Wayback Machine.] // Спільне. — 08.08.2013.
- Після Кемаля: Правління Партії справедливості та розвитку [Архівовано 19 жовтня 2014 у Wayback Machine.] // Спільне — 15.08.2013.
- Від проґресу до катастрофи (2011) [Архівовано 5 березня 2016 у Wayback Machine.]